# Analytická chemie

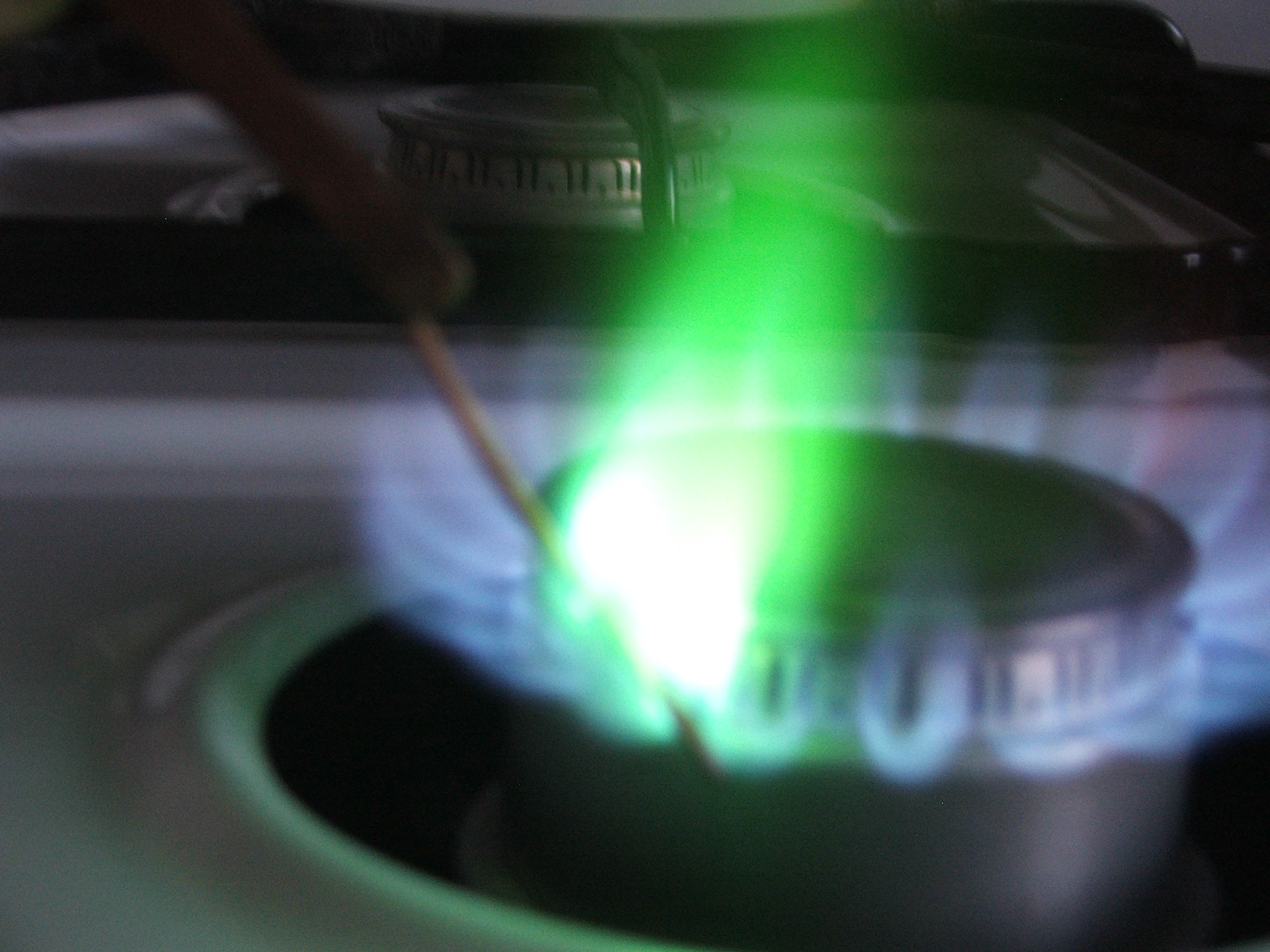
Plamenný test na přítomnost mědi

Analytická chemie je jedním z oborů chemie, který se zabývá zkoumáním chemického složení látek a směsí. Obecněji je analytická chemie věda o získávání, zpracování a sdělování informací o složení a struktuře hmoty. Chemické látky, které zkoumá, se nazývají analyty. Analytická chemie má široké uplatnění v průmyslu, zemědělství, medicíně, farmacii a vědě.

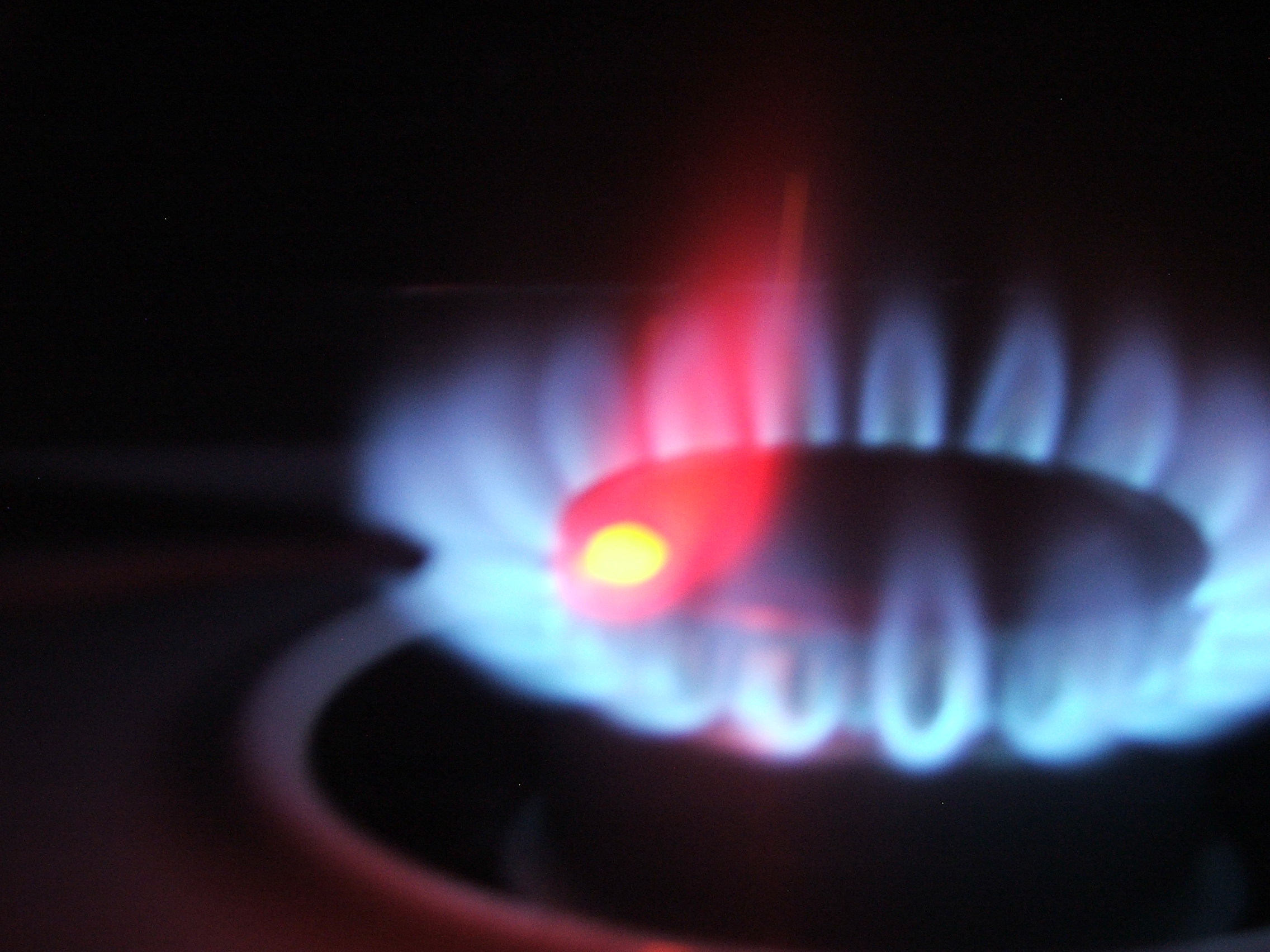
Plamenný test na přítomnost lithia

Analytická chemie se dělí na kvalitativní a kvantitativní. Kvalitativní analýza se ptá, která látka nebo látky jsou ve vzorku přítomny. Základním úkolem kvalitativní analýzy je tedy identifikace látek obsažených v analyzovaném vzorku. Kvantitativní analýza se ptá, jaké množství látky nebo látek je ve vzorku přítomno. Ve většině případů se jedná o zjištění hmotnostní koncentrace látek nebo počet molekul látky ve vzorku.
Podle způsobu práce se zkoumanou látkou se mohou metody analytické chemie dělit na metody chemické, které jsou založeny na chemických reakcích, nebo instrumentální, při kterých jsou využity přístrojové a výpočetní techniky.
Metody analytické chemie se dělí také podle hmotnosti zkoumané látky na makroanalytické (více než 100 mg vzorku), semimikroanalytické (mezi 10 až 100 mg vzorku) a mikroanalytické (méně než 10 mg vzorku).

## Historie analytické chemie

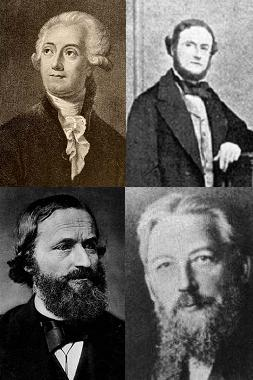
Zakladatelé analytické chemie po směru hodinových ručiček Lavoisier (vlevo nahoře), Wilhelm Ostwald (2x) a Gustav Robert Kirchhoff)

- Za zakladatele analytické chemie jsou považováni Antoine-Laurent de Lavoisier (1743 - 1794), Gustav Robert Kirchhoff (1824 - 1887) a Wilhelm Ostwald (1853 - 1932).

- K vývoji analytické chemie významně přispěl Justuse von Liebig (1803 – 1873) se svou systematickou elementární analýzou a organickou analýzou, kterou založil na specifických reakcích funkčních skupin.
- První instrumentální analýzou byla plamenová emisní spektrometrie vyvinutá Robertem Bunsenem (1811 - 1899) a Gustavem Kirchhoffem (1824 - 1887), kteří v roce 1860 objevili rubidium (Rb) a cesium (Cs).
- Po roce 1900 se dominantní metodou stává instrumentální analýza, především spektroskopie.
- Po roce 1970 se analytická chemie začíná zabývat i biologickými materiály (bioanalytická chemie), zatímco dříve byla z velké části zaměřena na anorganické nebo malé organické molekuly.
- Koncem 20. století došlo k rozšíření analytické chemie na forenzní, environmentální, průmyslové a lékařské aplikace.
- Moderní analytické chemii dominuje instrumentální analýza a mnoho praktických aplikací. Například objev chemické látky přítomné v krvi, která zvyšuje riziko rakoviny. Nebo průmyslové zajišťování kvality (QA). Důležitou roli hraje ve farmaceutickém průmyslu, kde se využívá při objevech nových léčiv, a v klinických aplikacích, kde umožňuje pochopení interakcí mezi lékem a pacientem.

## Rozdělení analytické chemie

### Kvalitativní analýza
Kvalitativní analýza se zabývá zjišťováním a prokazováním přítomnosti konkrétních látek, prvků, iontů a funkčních skupin ve vzorku. Neurčuje v jakém množství se tyto složky ve vzorku vyskytují.

### Kvantitativní analýza
Kvantitativní analýza se zabývá zjišťováním množství jednotlivých složek ve zkoumaných vzorcích. Přitom může jít o sledování zastoupení jednotlivých chemických prvků ve vzorku, ale i zkoumání obsahu chemických sloučenin v nejrůznějších směsích.

## Metody analytické chemie
Analytická chemie používá nejrůznější nástroje a metody k separaci, identifikaci a kvantifikaci hmoty. Základní dělení je na metody mokré chemické analýza a na metody instrumentální. V praxi velmi často dochází k překrývání obou metod. Vzorek je nejprve připraven mokrou chemickou cestou, aby byl použitelný pro instrumentální metodu.

### Metody mokré chemické analýzy

Symboly mokré chemické analýzy

Mokrá chemická analýza využívá převážně chemické metody pro identifikaci a kvantifikaci jednoduchých fyzikálních jevů (hmotnost, barva). S výjimkou nejrůznějších testů na místě již tyto metody nemají velký význam.
Příklady kvalitativních metod
- Detekční reakce barevného komplexu nebo srážení srážkovými reakcemi
- Zbarvení plamene kovových iontů charakteristickým způsobem nad Bunsenovým kahanem

Příklady kvantitativních metod
- Fotometrie - barvení roztoku analytem se porovnává s barvením roztoků se známou koncentrací. V případě analytů bez vlastního charakteristického zbarvení může být barevná sloučenina vyrobena chemickou reakcí.
- Titrace (volumetrie) - k roztoku analytu se pomalu přidává roztok reaktantu známé koncentrace. Když analyt zcela zreaguje, přidaný reaktant nebo indikátor způsobí změnu barvy, tvorbu srážek nebo jinou jasně viditelnou změnu. Z objemu spotřebovaného roztoku reaktantu lze vypočítat koncentraci analytu.
- Gravimetrie - analyt reaguje s reaktantem a tvoří nerozpustnou sraženinu známého složení. Z její hmotnosti se určuje množství analytu (latinsky gravis znamená těžký).

### Metody instrumentální analýzy

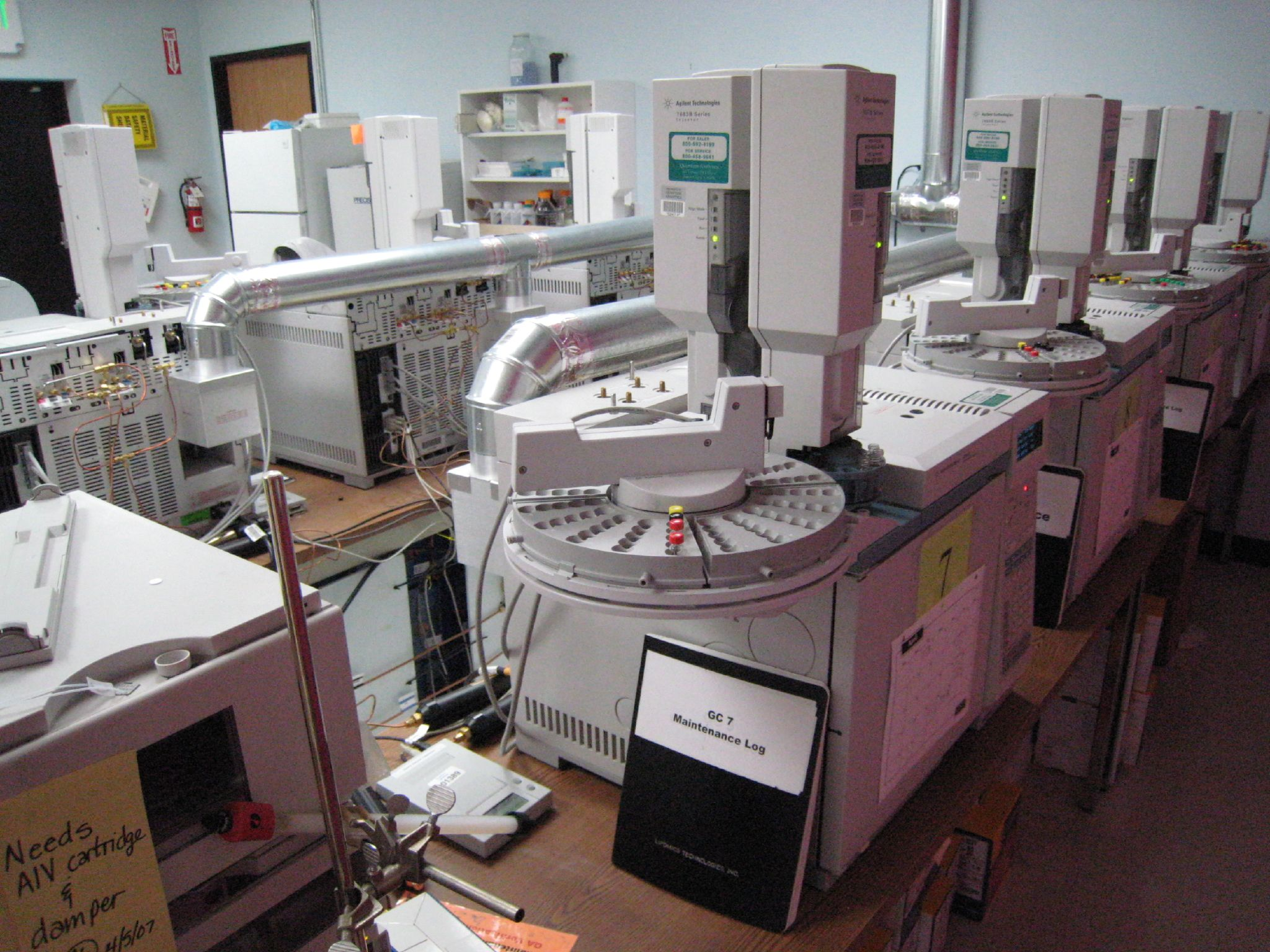
Zařízení pro plynovou chromatografii

Metody instrumentální analýzy jsou založeny na fyzikálních principech měření. Mnohé z těchto metod lze použít pro kvalitativní i kvantitativní stanovení. Počet metod instrumentální analýzy je velký a stále jich přibývá. V současnosti mají největší význam právě tyto metody.
- Spektroskopie - měří absorpci záření v závislosti na vlnové délce nebo emise elektromagnetického záření, která je charakteristická pro příslušný analyt. Elektromagnetickým zářením může být viditelné nebo UV záření (UV spektroskopie), infračervené záření (IR spektroskopie, Ramanova spektroskopie), rentgenové záření (rentgenová fotoelektronová spektroskopie XPS), rentgenová fluorescenční analýza (XRF) nebo gama záření (Mössbauerův jev). Pro kvantitativní elementární analýzu se používá především atomová absorpční spektroskopie, atomová emisní spektroskopie a indukčně vázané plazma spojené s optickou emisní spektroskopií (ICP-OES) nebo s hmotnostní spektrometrií (ICP-MS).
- Hmotnostní spektrometrie - při hmotností spektroskopii jsou molekuly ionizovány ve vysokém vakuu nebo při atmosférickém tlaku v plynné fázi. Nejběžnějšími metodami používanými při atmosférickém tlaku jsou elektrosprejová ionizace a chemická ionizace za atmosférického tlaku. Existují i jiné metody ionizace, jako je fotoionizace za atmosférického tlaku (APPI), laserová ionizace za atmosférického tlaku (APLI), chemická ionizace (CI), přímá analýza v reálném čase (DART), rychlé bombardování atomů (FAB), desorpce pole (FD), ionizace pole (FI), tepelná ionizace (TIMS).
- Nukleární rezonanční spektroskopie (NMR) - při nukleární rezonanční spektroskopii jsou využívány magnetické interakce mezi atomovými jádry a elektrony v molekulách analytu. Zvláštní variantou NMR je MRI (magnetická rezonanční tomografie), která získala značný význam jako zobrazovací metoda v medicíně.
- Chromatografie - jejím cílem je především separace různých látek. Nejčastěji se používá kapalinová chromatografie, kdy se směs analytu rozpustí v rozpouštědle (mobilní fáze), které pak protéká pevnou nosnou látkou (stacionární fáze). Ve stacionární fází jsou některé analyty transportovány rychle a jiné pomalu. Rychlost transportu je charakteristická pro příslušný analyt.
- Elektroanalytické metody - využívají elektrochemické parametry (například redox potenciály, elektrický proud, vodivost) k provádění kvalitativních a kvantitativních analýz. Známé metody jsou polarografie (voltametrie), coulometrie, amperometrie, potenciometrie, konduktometrie a elektrogravimetrie.
- Chemické senzory a biosenzory - při této metodě jsou látky absorbovány na speciálně vyvinuté vrstvě senzoru a detekovány změnou fyzikálních veličin (průtok proudu, napětí, elektrický odpor, absorbance nebo fluorescence). Senzor musí být pro analyt co nejspecifičtější. Výzkum v oblasti senzorových materiálů je důležitým odvětvím vědy o materiálech. Plynové senzory jsou široce používány. Kyslíková lambda sonda je nejrozšířenějším chemickým senzorem na světě.

## Analytická chemie v praxi
Analytická chemie patří v poslední době mezi nejrychleji se rozvíjející obory, neboť má široké uplatnění v praxi. Vysoké nároky na ni klade chemický průmysl, který musí při výrobě látek kontrolovat obsah reaktantů, konečných produktů nebo jakost průmyslových výrobků. Nezbytná je v medicíně nebo farmacii, například při laboratorních vyšetřeních krve nebo moče, těhotenských testech, stanovení glukózy v krvi, zjištění metabolických parametrů nebo nádorových markerů. Dále hraje důležitou roli téměř ve všech chemických subdisciplínách, například v analýze potravin, analýze životního prostředí nebo ve forenzní analýze.